# Palazzo Benincasa (San Giovanni in Fiore)
Palazzo Benincasa è un edificio storico di San Giovanni in Fiore.
Della famiglia Ernesto Benincasa, il palazzo fu eretto nel 1735. Originariamente la planimetria dell'edificio non era quella attuale, ma di semplice pianta regolare. L'edificio attuale è il risultato di annessioni fra l'edificio antico e successivi ampliamenti. I rimaneggiamenti ne hanno un po' modificato l'architettura delle facciate, specie per quanto riguarda i cornicioni delle finestre. Questo in quanto, dal secondo dopoguerra, il palazzo venne donato dalla famiglia, all'istituzione clericale che ne fece un asilo nido. La conversione tipologica del palazzo, fu succeduta da una serie di interventi (fortunatamente per la gran parte interni) che ne modificarono l'aspetto. Nonostante ciò si può ammirare la ricchezza costruttiva, e in particolare la posizione arroccata lungo il colle di via Florens. Inoltre questo è uno dei pochi palazzi storici di San Giovanni in Fiore avente un ampio giardino verde.